# 2025 год в Азербайджане

## Январь
- 18 января — Выявлен первый случай оспы обезьян[1][2]
- 21 января — Штрафы за нарушение правил в Бакинском метрополитене увеличены в 13 раз[3]
- 29 января — Муниципальные выборы[4]
- 31 января
  - Началась транзитная транспортировка грузов из порта Зиря[5]
  - ГНКАР приобрёл 10% доли в месторождении Тамар (, Израиль)[6]

## Февраль
- 13 февраля — Информационное агентство «Туран» приостановило деятельность[7][8][9]
- 18—20 февраля — 15-я пленарная сессия Азиатской парламентской ассамблеи (Баку)[10][11]
- 20 февраля — В Агдаме создан историко-архитектурный музейный комплекс «Имарет»[12]

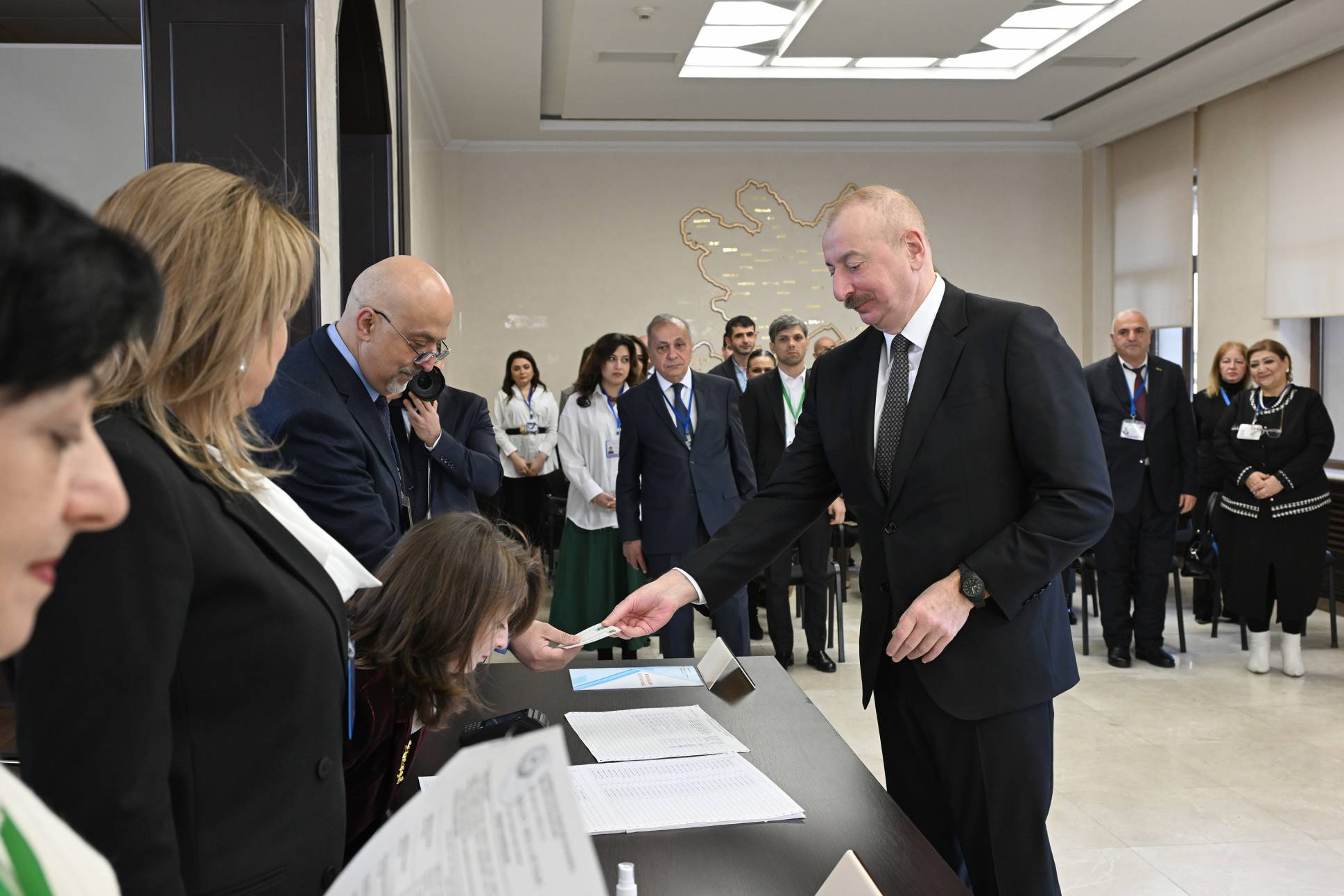
Ильхам Алиев проголосовал на муниципальных выборах 2025

## Март
- 5 марта — Запущен в эксплуатацию газопровод Ыгдыр — Нахичевань[13]
- 21 марта — Консорциум в составе Baku Steel Company[азерб.] и Азербайджанской Инвестиционной Компании выиграл тендер на покупку сталелитейной компании Италии Acciaierie d’Italia[англ.][14][15]
- 24 марта — Начата добыча меди и золота с месторождения «Гилар»[16]
- 29 марта — Спутниковый интернет-сервис «Starlink» распространил покрытие на Азербайджан[17]

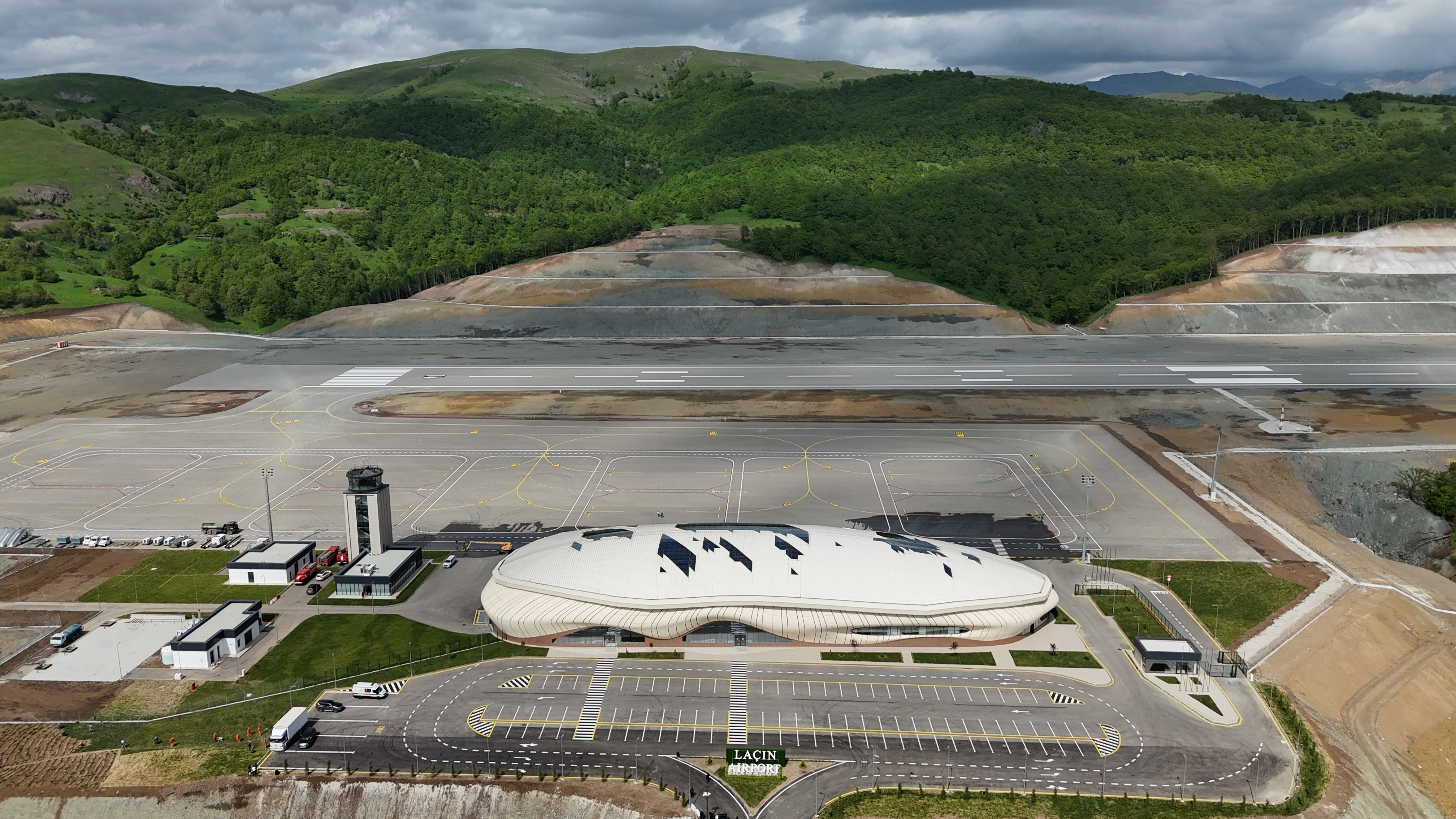
Лачинский международный аэропорт

## Май
- 26 мая — Заблокирован доступ к сайту телеканала «Царьград»[18]
- 28 мая
  - Введён в строй Лачинский международный аэропорт[19]
  - Саммит лидеров Азербайджана, Турции и Пакистана (Лачин)[20][21]

## Июнь
- 3 июня — Лачин стал культурной столицей стран СНГ 2025[22]
- 13 июня — Утвержден генеральный план города Лачин до 2040 года[23]
- 13—14 июня — Первый Конгресс онкологов стран-членов Организации тюркских государств (Баку)[24][25]
- 17 июня — Представительство Международного комитета Красного Креста прекратило деятельность в Азербайджане[26]
- 18 июня — Компанией Р-Фарм на базе собственного завода создан центр биотехнологических разработок в Азербайджане[27]
- 19 июня — Wizz Air запустила прямой авиарейс Габала — Абу-Даби[28]
- 24 июня — В Мингечевире введена в строй электростанция «8 ноября» мощностью 1880 мегаватт[29]
- 28 июня — Азербайджано-российский конфликт

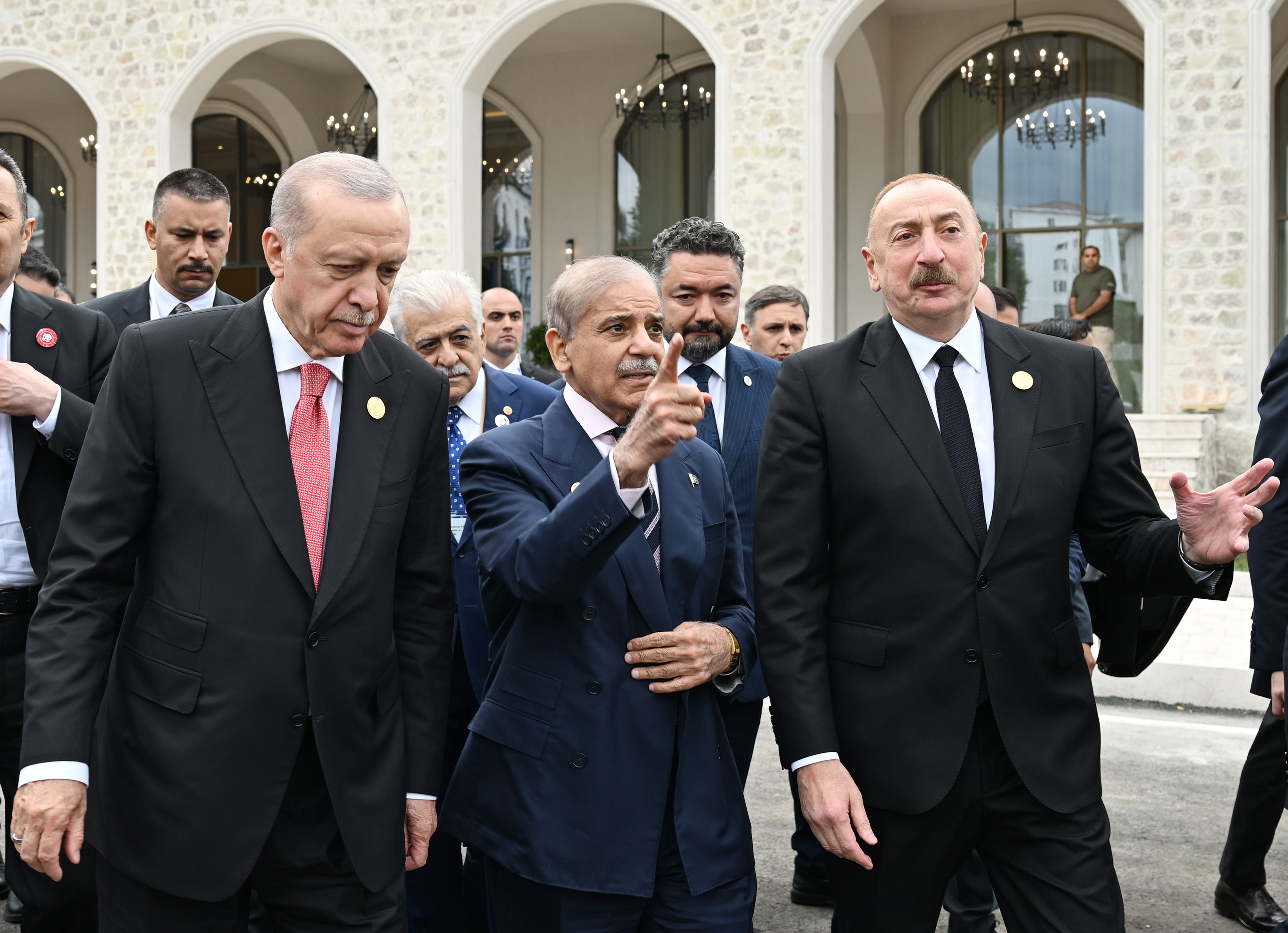
Президент Азербайджана Ильхам Алиев, Турции Реджеп Тайип Эрдоган, премьер-министр Пакистана Мухаммад Шахбаз Шариф в Ханкенди в ходе 17-го саммита Организации экономического сотрудничества Июль 2025

## Июль
- 1 июля — Введён запрет на совершение браков между близкими родственниками (двоюродными сестрами и братьями). Также запрещено вступать в брак до достижения брачного возраста[30][31]
- 3 июля — Открыта автомобильная дорога Ахмедбейли — Физули — Шуша[32]
- 4 июля — 17-й саммит Организации экономического сотрудничества (Ханкенди)[33]
- 14 июля
  - Созданы национальные парки «Ахар-Бахар» и «Илису»[34]
  - В удостоверение личности добавлены графы с информацией о месте жительства и гражданстве[35]
- 15 июля—15 августа — Сельскохозяйственная перепись в Карабахе[36]
- 16 июля — Отменён визовый режим между Азербайджаном и Китаем[37]
- 19—21 июля — III Шушинский Глобальный медиафорум[38]
- 24 июля — Начато проектирование станций Зелёной линии Y14—Y17, Фиолетовой линии B5—B8, а также туннелей между ними Бакинского метрополитена[39]
- 27 июля — Запущен авиарейс Тебриз — Баку[40]
- 28 июля —  Нафтогаз и ГНКАР подписали соглашение об экспорте азербайджанского газа на Украину[41]

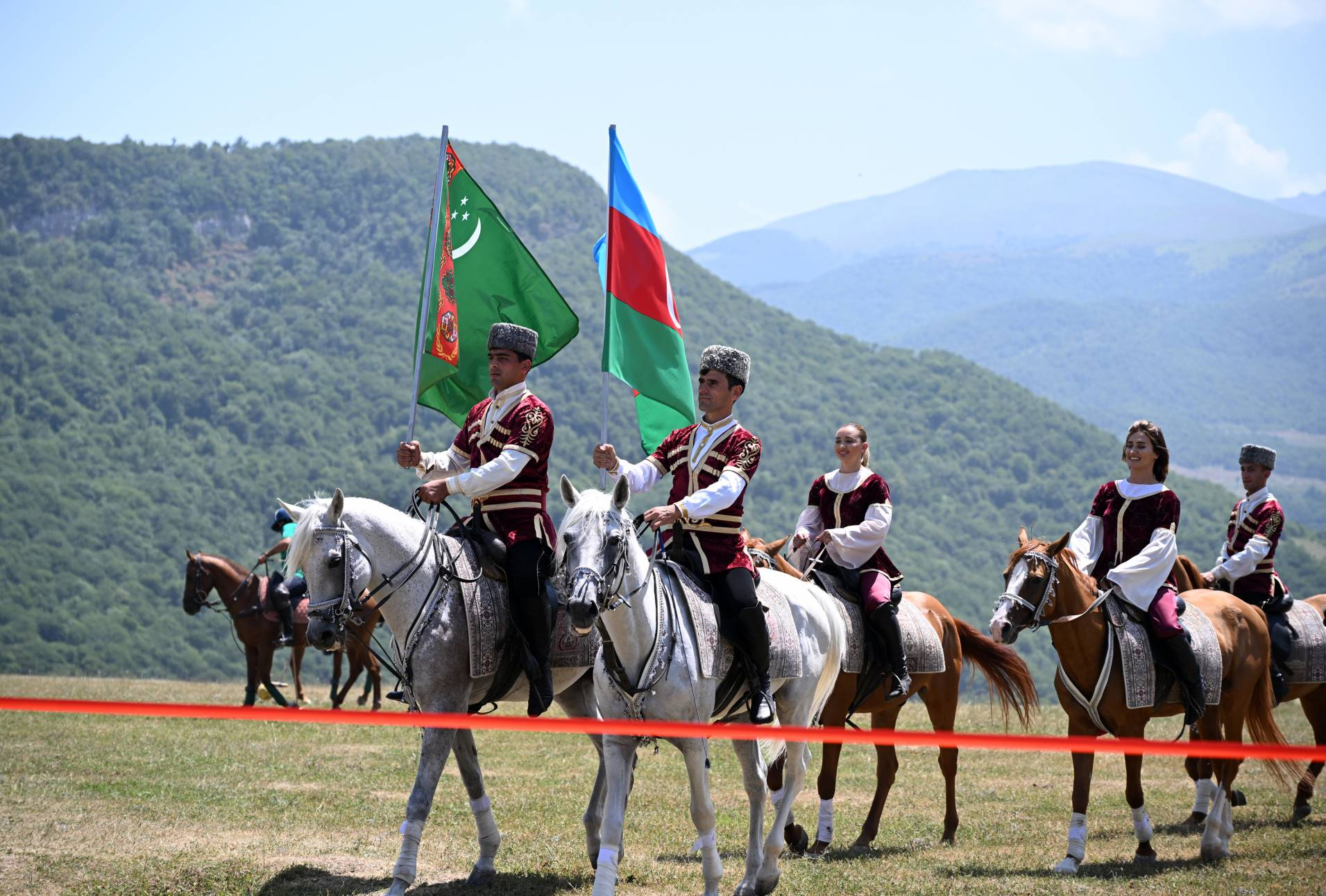
Скачки на Джыдыр-Дюзю во время визита председателя Халк Маслахаты Туркменистана Гурбангулы Бердымухамедова Июль 2025

## Август
- 2 августа — Начата поставка азербайджанского газа в Сирию через трубопровод Килис – Алеппо[42]
- 5 августа — В Румынии, Италии и Австрии обнаружены поставки нефти из Азербайджана, загрязнённой органическими хлоридами. Загрязнение угрожает выходу из строя оборудования нефтеперерабатывающих заводов. В Румынии объявлен режим чрезвычайной ситуации[43][44][45]

## В спорте

### Январь
- 10—13 января — Кубок мира по лыжному альпинизму (Шахдаг)[46]
- 18 января — Сборная Азербайджана по фехтованию U-23 завоевала серебряные медали на международном турнире «EFC FFE Circuit» (, София)[47]

### Февраль
- 6—9 февраля — Участие в квалификации[англ.] к чемпионату Европы по баскетболу среди женщин 2025[48]
- 31 января—15 февраля
  - чемпионат Азербайджана по шахматам[49]
  - чемпионат Азербайджана по шахматам среди женщин
- 11—14 февраля — чемпионат Азербайджана по борьбе среди юношей до 20 лет[50][51]
- 14—16 февраля — Турнир Большого шлема по дзюдо[52]
- 20—23 февраля — Участие в квалификации к чемпионату мира по баскетболу 2027[53]
- 22—23 февраля — Кубок мира по прыжкам на батуте и тамблингу (Баку)[54]

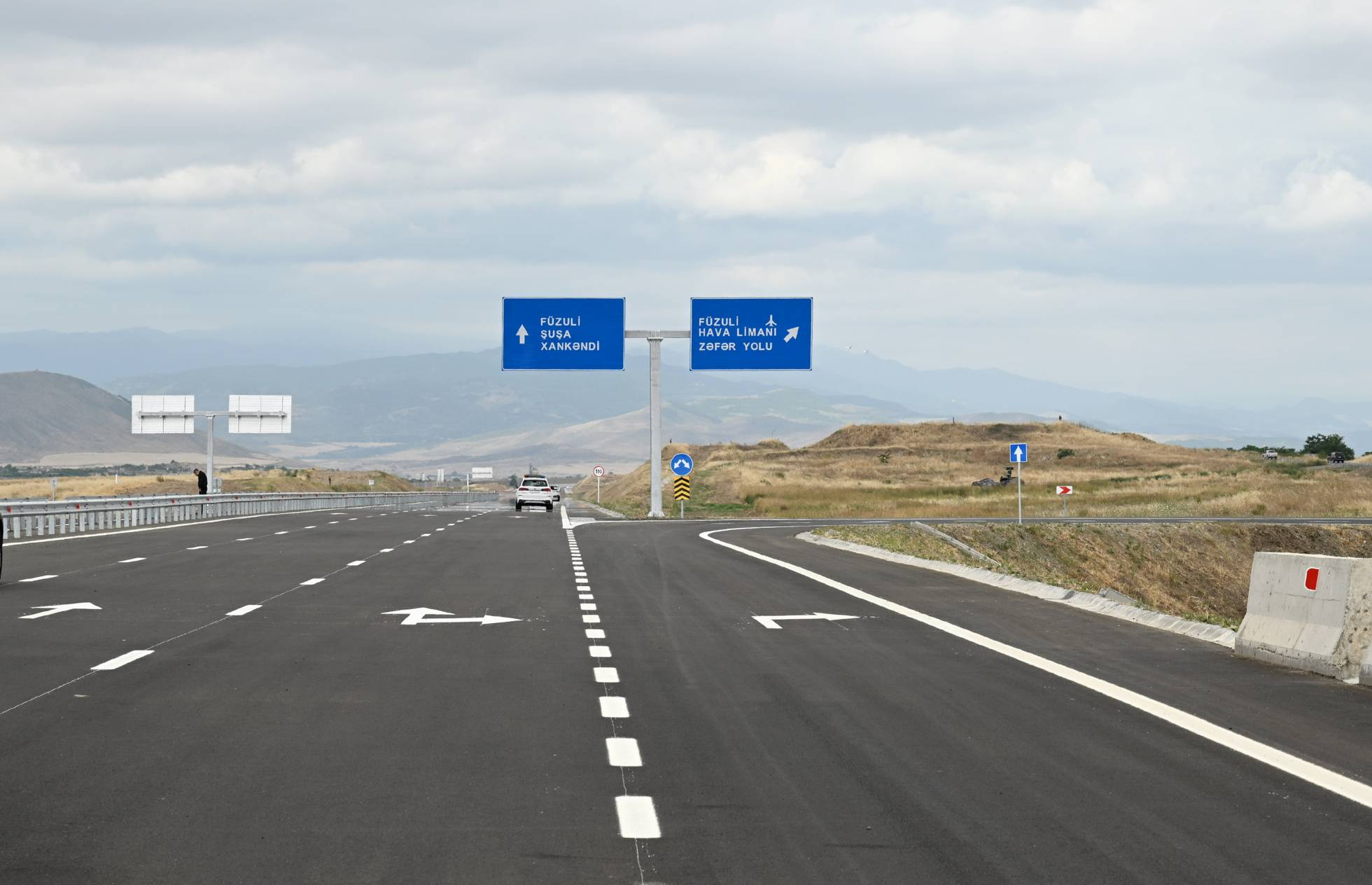
Ахмедбейли — Физули — Шуша Июль 2025

### Март
- 6—9 марта — Кубок мира по спортивной гимнастике (Баку)[55][56][57]
- 7 марта — Аян Аллахвердиева[азерб.] завоевала серебряную медаль на чемпионате мира по шахматам среди юниоров 2025 (, Петровац-на-Мору)[58][59]
- 11—13 марта — Гюнай Гурбанова, Эльнура Мамедова завоевали золотые, Асмар Джанкуртаран бронзовую медали на чемпионате Европы по борьбе среди спортсменов до 23 лет[англ.] (, Тирана)[60][61][62]
- 13 марта — Зия Бабашов завоевал серебряную, Эльмир Алиев и Хасай Гасанлы — бронзовые медали на чемпионате Европы по борьбе среди спортсменов до 23 лет[англ.] (, Тирана)[63][64][65][66]
- 28—30 марта — Турнир по художественной гимнастике «AGF Trophy 2025»[67]
- 30 марта — НТД-Индиго завоевал кубок Азербайджана по баскетболу[68]

### Апрель
- 14 апреля — Сборная Азербайджана стала чемпионом Европы по греко-римской борьбе (, Братислава)[69][70][71]
- 15 апреля — Иса Рустамов завоевал серебряную медаль на чемпионате Европы по тяжелой атлетике (, Кишинёв)[72]
- 18—20 апреля — Кубок мира по художественной гимнастике[73][74]
- 23 апреля — Ахмед Юсифов завоевал бронзовую медаль на чемпионате Европы по дзюдо ( Подгорица)[75][76]
- 27 апреля—6 мая — шахматный фестиваль Баку Опен 2025[77]
- 29 апреля — Создан женский волейбольный клуб «DH Volley»[78]

### Май
- 1—4 мая — Кубок Европы по художественной гимнастике (Баку)[79]
- 17 мая — Вафа Мусаева совершила восхождение на Эверест и Лхоцзе[80][81]
- 24—25 мая — Отборочный этап чемпионата мира по баскетболу 3х3 среди женщин[англ.] (Баку)[82][83]
- 31 мая — Гюнель Гасанли завоевала бронзовую медаль на Кубке Европы по дзюдо (, Сараево)[84][85][86]
- 21 мая — 1 июня — Чемпионат мира по мини-футболу ВФМ[англ.] (Баку)[87][88][89][90]
- 30 мая — 6 июля — Участие в Женской волейбольной Евролиге 2025[91]

### Июнь
- 1 июня — Сборная Азербайджана стала чемпионом мира по мини-футболу ВФМ[92][93]
- 9—10 июня — Ралли раритетных автомобилей Пекин — Париж через Гобустан, Шемаху, равнину Аджынохур — Джейранчёль и Гах. На азербайджанском отрезке ралли приняли участие 55 ретро-автомобилей[94]

### Июль
- 24 июля — 1 августа — Vugar Gashimov Open 2025[95]

### Август
- 15 августа — Создан футбольный клуб «Зангезур»[96]

## В науке
- 22 апреля — «Азеркосмос» и компанией STAR.VISION (Китай) начат проект изучения воздействия изменения климата на Каспийское море[97]
- 28 июня — В Исмаиллинском районе обнаружены остатки храмов, кладбища, артефакты албанских племён[98]
- 10 июля — В Кешикчидаге на территории «Йовшанлыдере» на Джейранчельской равнине обнаружен курган периода среднего бронзового века возрастом 3800 лет[99]

## В культуре
- 7—10 февраля — Международный музыкальный фестиваль «Зимняя сказка» (Габала)[100][101]
- 3 марта — Галиб Гасанов принял участие в Миланской неделе моды с коллекцией «Institution»[102]
- 16—18 мая — Baku Fashion Week осень/зима 2025-2026[103][104]
- Голос (Азербайджан)[азерб.] 2025[105]
- 8 июня — Участие в фестивале «Евразия-Кинофест» (Сочи) (реж. Фуад Дадашев, «Гармония путешественника»)[106][107][108][109]
- 14—28 июня — Baku Piano Festival 2025[110]
- 28 июня — Произведение «Натаван» Маргариты Керимовой-Соколовой удостоено премии Леонардо да Винчи[англ.] (Милан)[111]
- 23—26 июля — DREAM Fest 2025[112]

## В литературе
- 27 июня — «Габуля и Петр I» (Азер Туран[азерб.])[113]

## В кинематографе
- 1 апреля — «4 Təkər» («4 колеса»)[114]
- 19 апреля — «Doğma torpaq» («Родная земля»)[115]
- «Шовкет»[116]

## Планируемые события
- 21—26 августа — Участие в конкурсе «Новая Волна 2025» (Казань)[117]
- 3—7 сентября — 8-й международный фестиваль анимации «ANIMAFILM»[118]
- 6—7 сентября — Международный чемпионат по брейк-дансу «Baku Flow»[119]
- 19—21 сентября — Гран-при Азербайджана 2025[120][121]
- сентябрь — Прекращение деятельности представительства Международный комитет Красного Креста в Азербайджане[122]
- 20 сентября — Участие в Интервидении-2025[123][124]
- 28 сентября—8 октября — III игры стран СНГ[125]
- 6—12 октября — Международный кинофестиваль «Baku Cinema Breeze»[126]
- 6 — 7 октября — саммит Организации тюркских государств[127][128][129]
- 7—21 ноября — Участие в VI играх исламской солидарности[130]
- ноябрь — Участие в музыкальном конкурсе «Silk Way Star» (, Астана)[131]
- Отборочный этап чемпионата мира по баскетболу 3х3 (Баку)[132]
- Начало добычи газа из глубоководной части месторождения Азери — Чираг — Гюнешли[133]
- Открытие Итальяно-азербайджанского университета[134]

## Умерли
- 5 января — Азер Бахшалиев[азерб.], актёр[135]
- 15 января — Чимназ Султанова[азерб.], актриса[136]
- 4 февраля — Бахрам Челеби[азерб.], писатель[137]
- 14 февраля — Марьям Алакбарли, художница[138]
- 16 марта — Энвер Гасанов, актёр, режиссер[139]
- 1 августа — Ариф Бабаев, ханенде[140]
- 3 августа — Эльчин Эфендиев, писатель[141]